# トリス(ジベンジリデンアセトン)ジパラジウム(0)
トリス(ジベンジリデンアセトン)ジパラジウム(0)（Tris(dibenzylideneacetone)dipalladium(0)、Pd2(dba)3）は、パラジウムとジベンジリデンアセトン (DBA) からなる錯体で、有機合成化学において遷移金属触媒、あるいは触媒の前駆体として用いられる。テトラキス(トリフェニルホスフィン)パラジウム(0) などと並び、0価のパラジウム化合物の代表例とされる。外見は深い紫色の固体。

## 合成
ジベンジリデンアセトンと酢酸ナトリウムの熱メタノール溶液に塩化パラジウム(II)を加えて反応させると Pd(dba)2 が生じる。これをクロロホルム中から再結晶させるとクロロホルム付加体 Pd2(dba)3•CHCl3 が得られる。

## 用途
根岸カップリングやキャロル転位、そして不斉アリル位アルキル化反応の触媒として使われる。また、ホスフィンなどさまざまな配位子を加え、対応する Pd(0)錯体を系中で発生させるための前駆体として用いられる。